# Julijanska Nova godina
Julijanska Nova godina (najčešće Srpska Nova godina ili Pravoslavna Nova godina, između ostalih i Stara Nova godina) praznik je koji se svake godine slavi 14. siječnja po gregorijanskom kalendaru. Taj je datum 1. siječnja po julijanskom kalendaru.
lako nije službena Nova godina, slavi se u balkanskim zemljama kao što su:  Srbija, Crna Gora, Bosna i Hercegovina (Republika Srpska), Sjeverna Makedonija, u dijelovima Hrvatske gdje živi pravoslavni vjernici.
Slavi se i u istočnoeuropskim državama kao što su: Rusija, Bjelorusija, Ukrajina, Armenija, Moldavija, Gruzija.
Zanimljivo je i da tradicija proslave Julijanske nove godine postoji u nekim njemačkim kantonima u Švicarskoj (pod nazivom Alter Sylvester), kao i u nekim dijelovima galske zajednice u Škotskoj (Edinburgh Am Bothan).
U Rusiji se do 1699. godine koristio bizantski kalendar s početkom godine 1. rujna. Car Petar Veliki držao se julijanskog kalendara i dekretom odredio 1. siječnja kao početak godine 1700.
Kod pravoslavnih vjernika 14. siječnja slavi se i Obrezanje Isusa Krista te sveti Vasilije Veliki (Bazilije Veliki). Srbi praznik posvećen obrezanju Isusa Krista nazivaju i Mali Božić, pa se u nekim krajevima na ovaj dan ponavljaju neki obredi karakteristični za proslavu Isusovoga rođenja. U nekim se krajevima toga dana spaljuju ostaci božićnog drvca. Kao što se za Božić mijesi česnica, tako se za ovaj dan mijesi poseban obredni kruh - vasilica.